# Skanstullsbron
Skanstullsbron è un ponte situato a Stoccolma, Svezia.

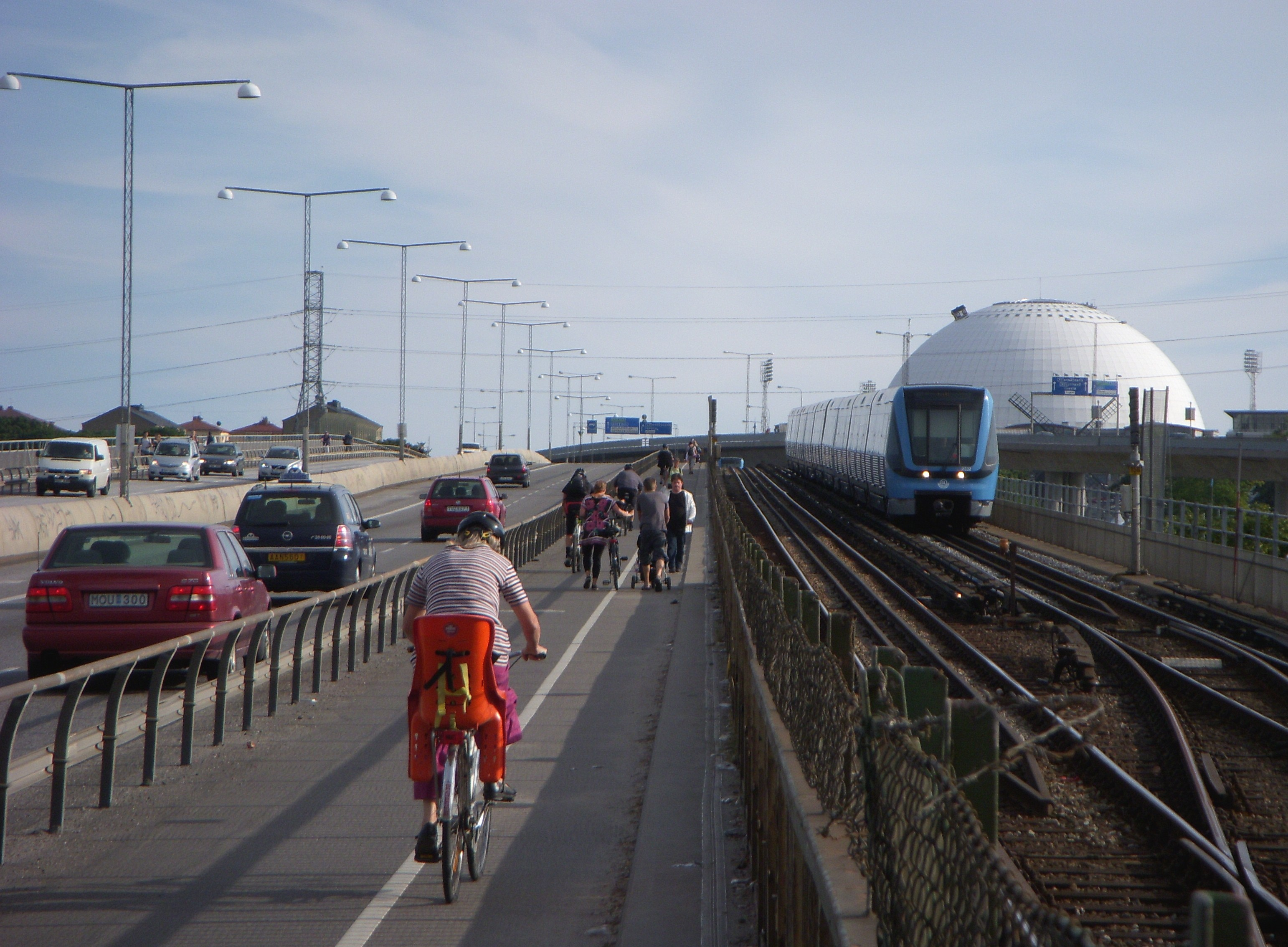
Il ponte e, sullo sfondo, la Globe Arena

Collocato nell'area meridionale della città, lo Skanstullsbron connette l'isola di Södermalm con il distretto di Johanneshov, attraversando l'Hammarbykanal.
Il progetto per la costruzione fu approvato nell'anno 1939 e, nonostante la seconda guerra mondiale abbia provocato una riduzione di fondi, i lavori hanno avuto ugualmente inizio nel 1944.
Il 3 settembre 1946 fu inaugurato il ponte utilizzato da tram e successivamente metropolitana (introdotta in questo tratto nel 1950). Poco più di un anno dopo, il 28 settembre 1947, venne aperto ufficialmente anche il ponte parallelo per veicoli e pedoni.
Lo Skanstullsbron è lungo 574 metri ed è elevato a un'altezza di circa 32 metri. È stato inoltre progettato dall'architetto David Dahl.
Nelle immediate vicinanze sono presenti i ponti Skansbron e Johanneshovsbron.